# Carlisle (Kentucky)
Carlisle è un comune degli Stati Uniti d'America, situato nello Stato del Kentucky, nella contea di Nicholas, della quale è il capoluogo.